# Cortes de Barcelona-Lérida (1364)
Entre 1364 y 1365 se celebraron las Cortes Generales en Barcelona y Lérida. En medio de la guerra con Castilla se convocaron por Leonor de Sicilia, esposa de Pedro el Ceremonioso en ausencia de éste, reuniéndose en Barcelona el 2 de abril de 1364. En menos de un mes ya se hizo un donativo equivalente a los fogajes de medio año, y en julio de 1364, un donativo de 120.000 libras.
La corte decidió renovar los diputados para la administración de este donativo, si bien la elección no se produjo hasta las Cortes de Tortosa (1365).
Se convocaron nuevamente cortes en Lérida el 4 de noviembre de 1364 y otra vez en Barcelona el 16 de diciembre. 
| Predecesor: Cortes de Monzón (1362) | Cortes Catalanas 1364 | Sucesor: Cortes de Tortosa (1365) |